# Serra da Saudade
Serra da Saudade este un oraș în Minas Gerais (MG), Brazilia.